# Savannattskärra
Savannattskärra (Caprimulgus affinis) är en vida spridd asiatisk fågel i familjen nattskärror.

## Utseende och läten
Savannattskärran är en relativt liten (20-26 cm) nattskärra med fint marmorerad hjässa och mantel. Vidare är skapularerna kantade i rostbeige. Hanen har övervägade vita yttre stjärtpennor, men detta kan vara svårt att se. Populationerna på det asiatiska fastlandet samt Taiwan är ljusare och större. Lätet är ett högljutt och upprepat "chwip", "chweep" eller "dheet".

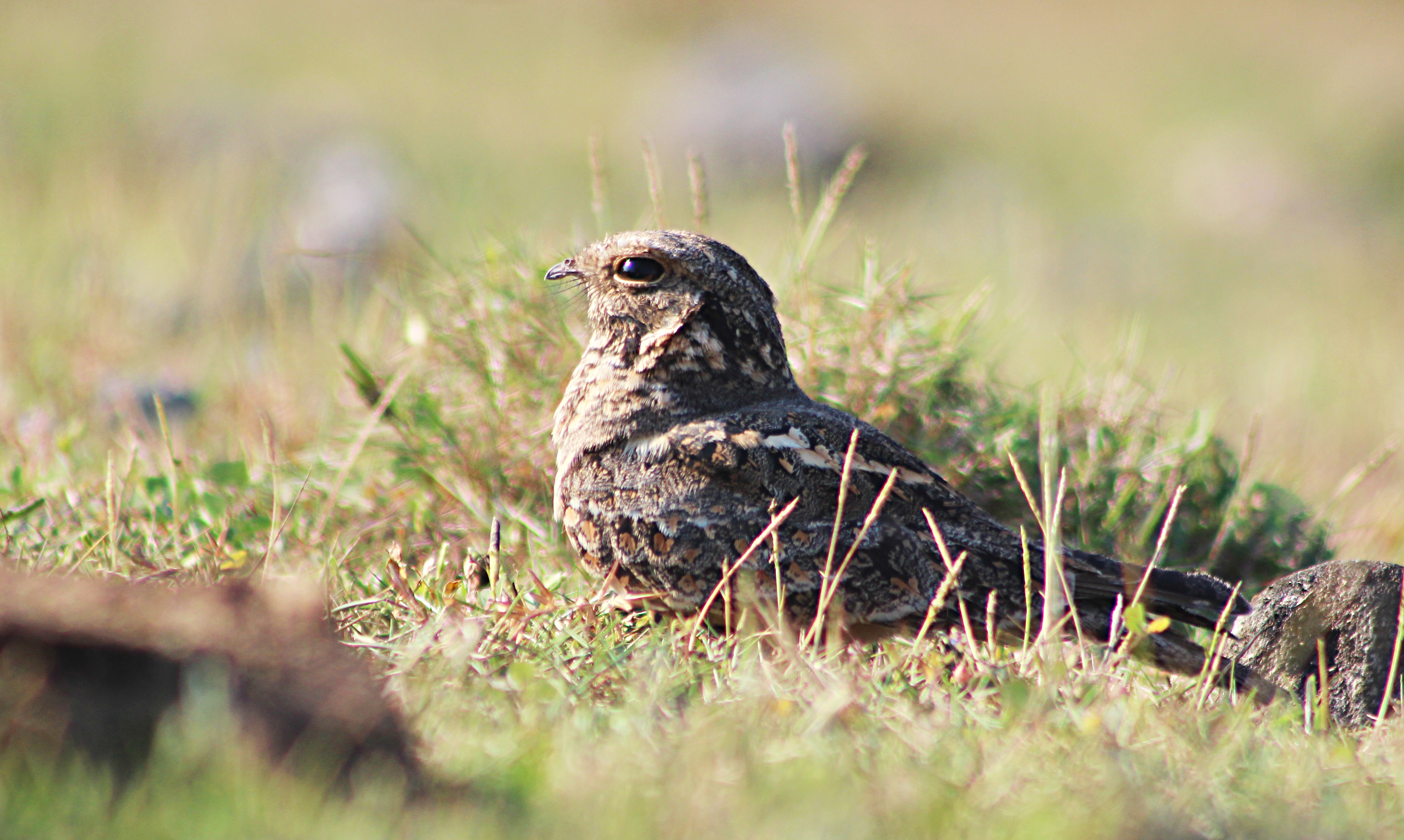

## Utbredning och systematik
Savannattskärran har en vid utbredning från Pakistan till Små Sundaöarna. Den delas in i sex underarter med följande utbredning:
- monticolus-gruppen
  - Caprimulgus affinis monticolus – nordöstra Pakistan till Indien och Myanmar till allra nordligaste Malackahalvön och Vietnam (förutom i norr)
  - Caprimulgus affinis amoyensis – sydöstra och södra Kina samt norra Vietnam
  - Caprimulgus affinis stictomus – Taiwan
- affinis-gruppen
  - Caprimulgus affinis affinis – södra Malackahalvön inklusive Singapore, Stora Sundaöarna och Små Sundaörna
  - Caprimulgus affinis propinquus – centrala och södra Sulawesi
  - Caprimulgus affinis timorensis – östra Små Sundaöarna (Kabupaten Alor, Timor, Roti och Kisar)

Kvitternattskärra (C. griseatus) inkluderades tidigare i savannattskärran men urskildes 2023 av International Ornithological Congress som egen art efter studier.

## Levnadssätt
Savannattskärran hittas i gräsmarker och öppen skog, ofta med buskmark eller klipphällar. Den födosöker i flykten, ofta högt upp, på jakt efter fjärilar, bönsyrsor, skalbaggar, termiter och flygmyror. Fågeln häckar i juni–juli i norra Pakistan, april–augusti i Indien och Himalaya och mars–december på Java.

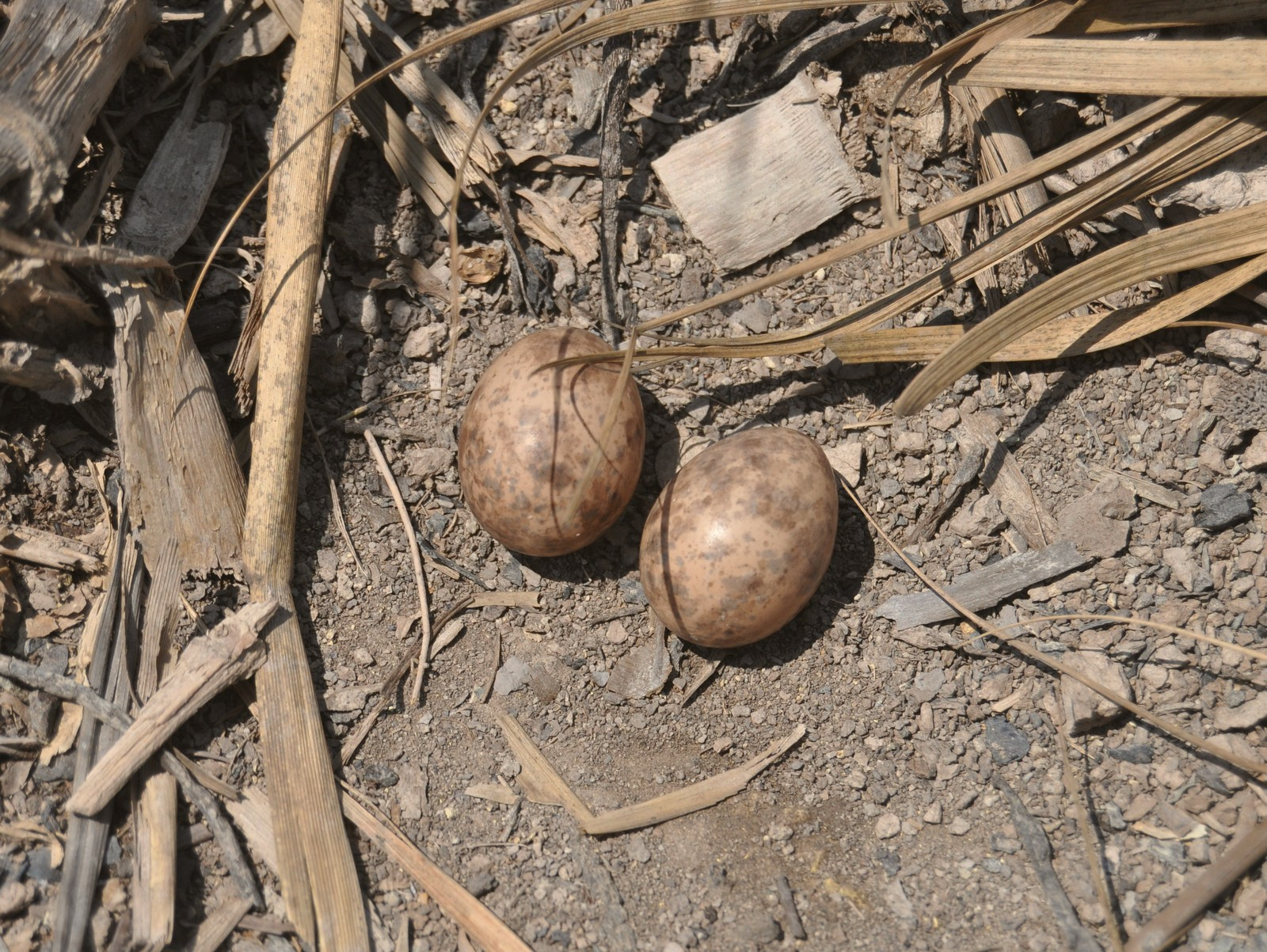
Savannattskärrans ägg på Sumatra.

## Status och hot
Arten har ett stort utbredningsområde och en stor population med stabil utveckling och tros inte vara utsatt för något substantiellt hot. Utifrån dessa kriterier kategoriserar internationella naturvårdsunionen IUCN arten som livskraftig (LC). Världspopulationen har inte uppskattats men den beskrivs som vanlig genom hela utbredningsområdet. Notera dock att IUCN inkluderar kvitternattskärran i bedömningen.